# Dschidda

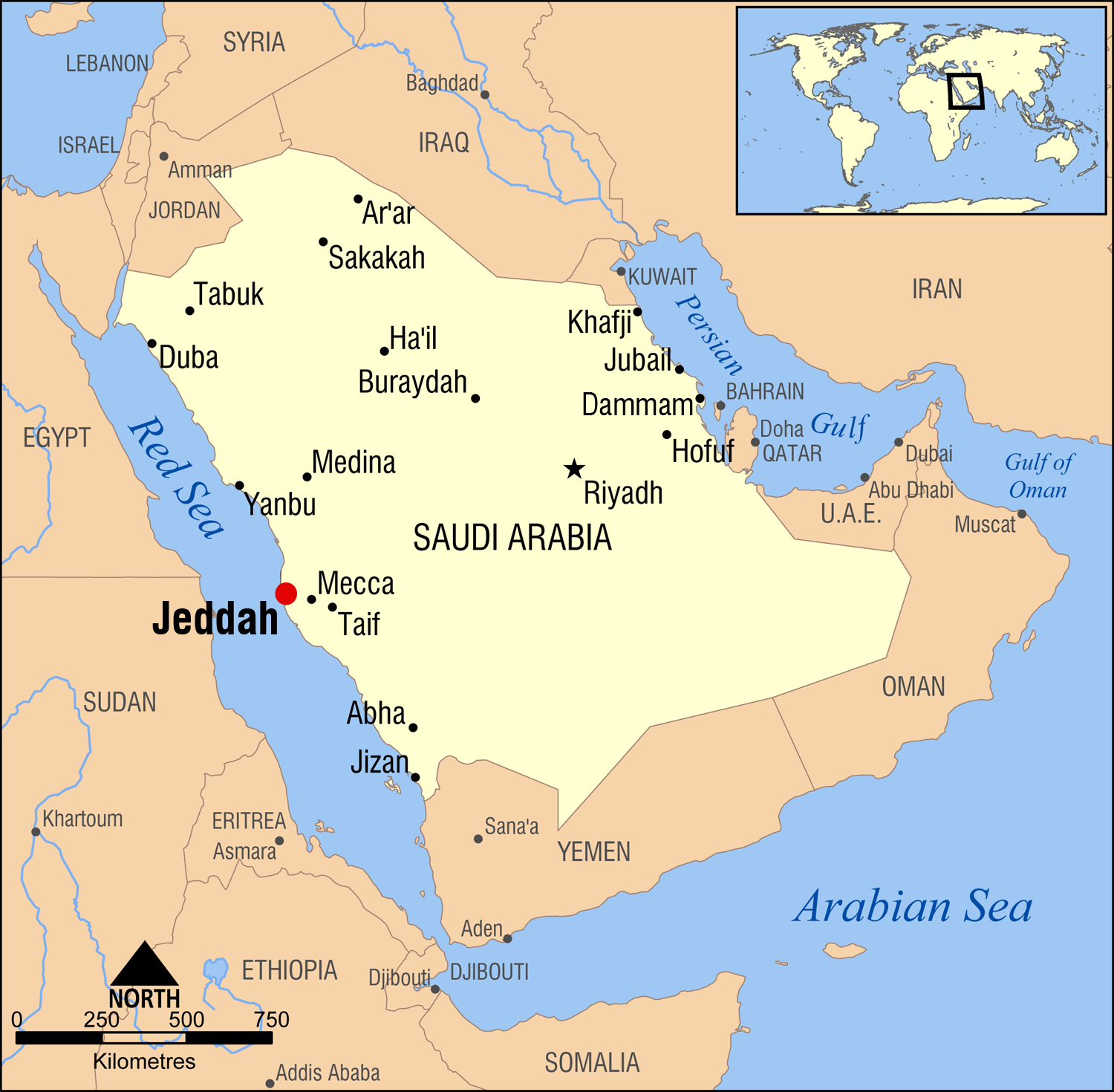
Lage der Stadt

Dschidda (auch Djeddah, Djidda; arabisch جدّة Dschiddah, DMG Ğidda; englische Transkription: Jeddah, Jiddah, Jedda, Jidda) ist die wichtigste Hafenstadt Saudi-Arabiens am Roten Meer. Sie liegt in der Provinz Mekka.

## Daten und Fakten

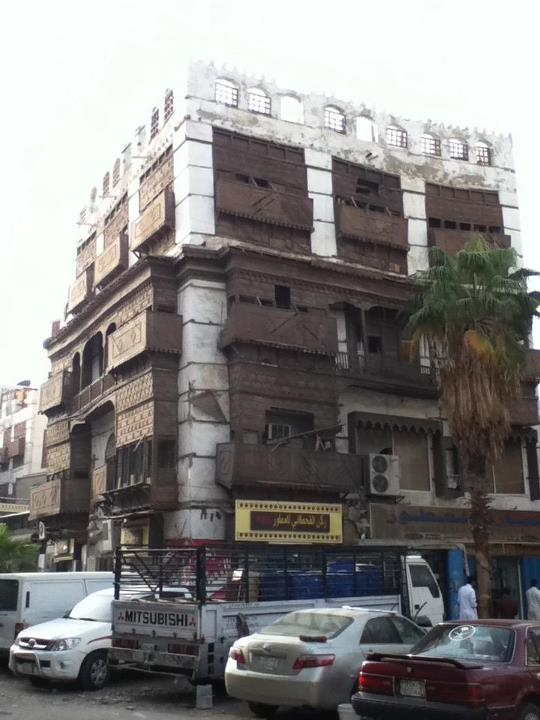
Traditionelles Haus, Altstadt Dschidda

Bei der Volkszählung 2004 hatte Dschidda 2.801.481 Einwohner, 2007 waren es bereits über 3 Mio. und 2022 rund 3,7 Mio. Dschidda liegt am Roten Meer und bildet das Tor nach Mekka, dem religiösen Zentrum des Islams, das etwa 72 km östlich im Landesinneren liegt. Jährlich kommt ein sehr großer Strom von Mekka-Pilgern in Dschidda an, bis zur Mitte des 20. Jahrhunderts hauptsächlich auf dem Seeweg, heute vor allem per Flugzeug. Um der wachsenden Zahl von Pilgern die Einreise zu ermöglichen, wurde 1980 der Internationale König-Abd-al-Aziz-Flughafen 16 Kilometer nördlich der Stadt eröffnet. Anders als in Mekka werden in Dschidda Besucher aller Religionen empfangen. Aufgrund eines hohen Bedarfs an ausländischen Arbeitskräften ist die örtliche Bevölkerung sehr international zusammengesetzt. Häufig anzutreffen sind Nord- und Ostafrikaner, Jemeniten, Ägypter, Libanesen, Jordanier, Palästinenser und andere Araber, Pakistanis, Bangladescher, Inder, Perser und Türken.
| Jahr | Einwohnerzahl |
| ---- | ------------- |
| 1950 | 119.000       |
| 1960 | 141.000       |
| 1970 | 348.000       |
| 1980 | 851.000       |
| 1990 | 1.742.000     |
| 2000 | 2.509.000     |
| 2010 | 3.450.000     |
| 2022 | 3.712.917     |

## Etymologie
Für den Namen Dschidda gibt es zwei Erklärungen: Nach der ersten bedeutet Dschidda „Seeküste“, da die Stadt an der Küste liegt. Die zweite basiert darauf, dass die Schreibweise in arabischen Buchstaben die gleiche ist wie beim Wort für „Großmutter“. Nach muslimischer Tradition gilt Eva als Urmutter der Menschheit; ihr Grab soll in Dschidda liegen. Die Stätte wurde 1975 behördlich mit Beton versiegelt, da nach wahhabitischer Auslegung des Islams jeglicher Totenkult verboten ist.

## Geschichte
Dschidda soll vor etwa 2500 Jahren von einem jemenitischen Stamm gegründet worden sein. Die hinter einem Korallenriff gelegene natürliche Bucht bot einen günstigen Stützpunkt für Fischer. Im Jahre 647 wählte Kalif ʿUthmān ibn ʿAffān Dschidda als Standort für den Hafen von Mekka. Bei Bauvorhaben in der Heiligen Stadt wurde das Baumaterial üblicherweise über Dschidda von auswärts eingeführt, so zum Beispiel bei der Erweiterung der Heiligen Moschee im Jahre 777, als der abbasidische Kalif al-Mahdi auf Schiffen Marmorblöcke aus Syrien nach Dschidda bringen ließ, die dann auf Wagen nach Mekka weitertransportiert wurden. Außerdem wurde die Stadt Anlaufpunkt für muslimische Pilger aus aller Welt.
Im 15. Jahrhundert wuchs die Bedeutung Dschiddas als Handels- und Hafenstadt rasch an, da die alten Handelsstädte auf der afrikanischen Seite des Roten Meeres aufgrund der Bedrohung der Handelsrouten durch Beduinen stark an Bedeutung verloren. Dschidda wurde so durch den tscherkessischen Mamlukensultan Barsbay systematisch ausgebaut und mit einer steinernen Mauer versehen. Der mit drei Haupttoren ausgestattete Wall sollte Dschidda vor Angriffen der Portugiesen schützen.
Von 1517 an bis Anfang des 20. Jahrhunderts wurde Dschidda vom Osmanischen Reich verwaltet und war Teil des unabhängigen Hedschas. In dieser Zeit erhielt sie den Spitznamen „Bilad al Kanasil“ (Stadt der Konsulate), weil dort zahlreiche offizielle Vertretungen unterhalten wurden.
Bei der großen Choleraepidemie von 1865 starben 30.000 Menschen, viele davon Pilger. Im Roten Meer vor Dschidda wurden Quarantänestationen errichtet.
1916 wurde die Stadt von britischen Truppen erobert, die die Arabische Revolte unterstützten. Sie ließen die Stadtmauer mit einem vierten Tor (auch für den Automobilverkehr) ausstatten. 1925 kam der Hedschas unter die Herrschaft von Abdulaziz Ibn Saud. Neben Mekka und Medina fiel damit auch Dschidda in seinen Einflussbereich. Ibn Saud gründete am 23. September 1932 das Königreich Saudi-Arabien.
Der Ölreichtum brachte eine Expansion der Stadt und ihres Seehafens mit sich. Die im 16. Jahrhundert errichtete Stadtmauer wurde deshalb 1947 abgerissen.
Da die Stadt nicht über ausreichend Süßwasservorkommen verfügt, wurde bereits unter der Herrschaft der Osmanen im Jahr 1907 die erste Entsalzungsanlage für Meerwasser gebaut. Bis heute stammen rund 97 % des Trinkwassers in Dschidda aus Meerwasser-Entsalzungsanlagen – im Jahr 2010 lag der Verbrauch bei rund 1 Mio. Kubikmeter pro Tag.
Bekanntheit erlangte die Stadt auch durch zwei Abkommen. Das 1927 geschlossene Abkommen von Dschidda beendete die britische Herrschaft in Arabien, das zweite legte im Jahr 2000 die Südgrenzen Saudi-Arabiens fest. Im November 2009 und Januar 2011 gab es schwere Überschwemmungen in der Stadt (siehe hier). Seit 2015 dürfen Frauen erstmals für Stadtversammlungen wählen und kandidieren.

## Bauwerke

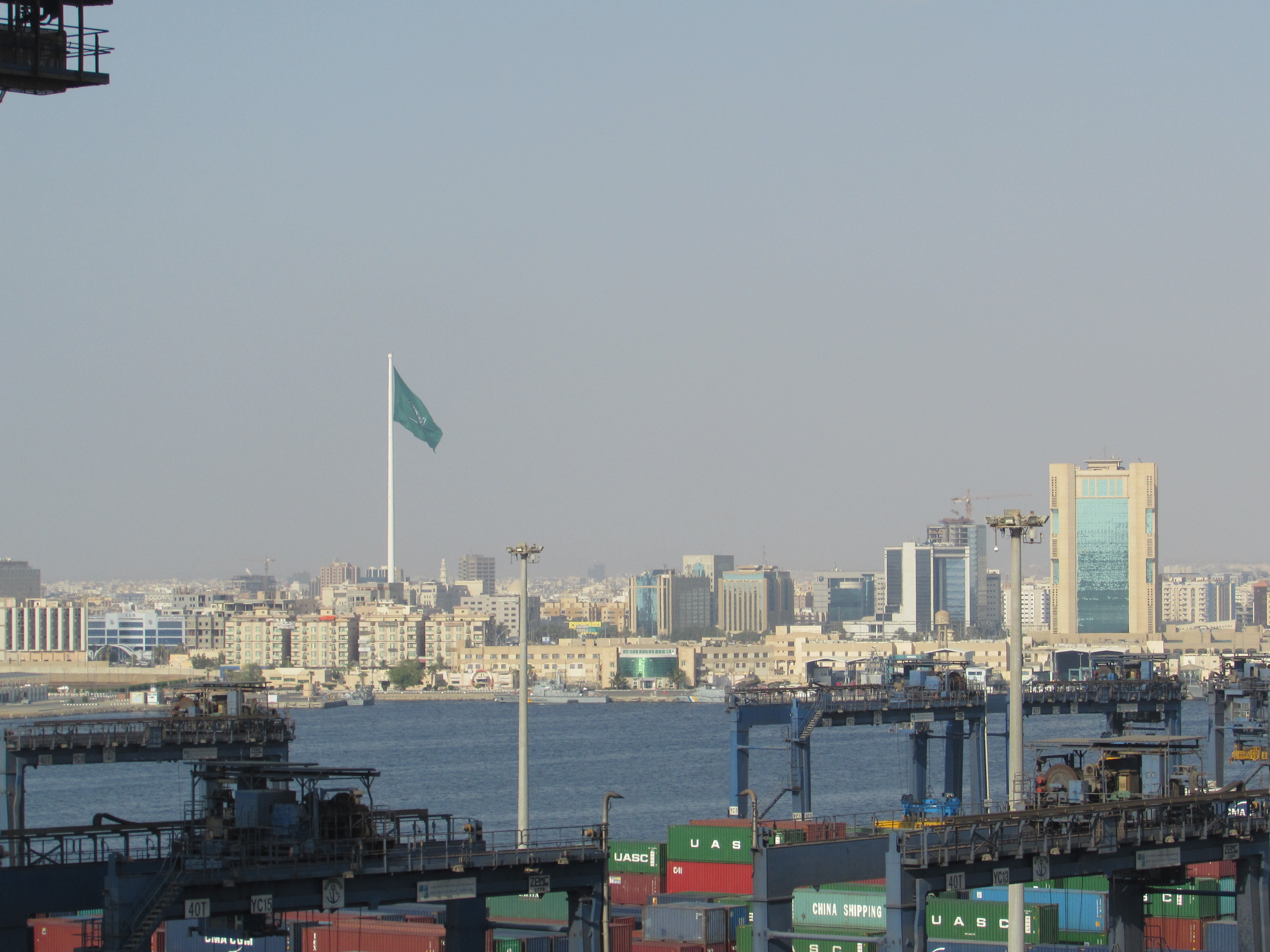
Blick vom Hafen Dschiddas: links der zweithöchste Fahnenmast der Welt mit 171 Metern

Die Altstadt von Dschidda wurde 2014 in die Liste des UNESCO-Welterbes aufgenommen. Hier liegt das Bait Nassif, der Gouverneurspalast vom Ende des 19. Jahrhunderts, der renoviert wurde und seit 2009 als Museum und Kulturzentrum in Verwendung ist.
In Dschidda stehen der höchste Fernsehturm des Landes, der 250 Meter hohe Fernsehturm Dschidda, und das Haj Terminal Dach, mit 40,5 Hektar Gesamtfläche die größte Dachkonstruktion der Welt, am Flughafen Dschidda. Die King Fahd’s Fountain ist mit bis zu 312 m Höhe derzeit (2017) der höchste Springbrunnen der Welt.
Das erste Krankenhaus der SGD-Kette (vgl. engl. Saudi German Hospitals) mit einer Bausumme von 120 Millionen US-Dollar und 217 Betten wurde 1988 nach dem Entwurf des Architekten Nikolaus Rosiny fertiggestellt.
Der 1990 fertiggestellte Leuchtturm Dschidda gilt als höchster Leuchtturm der Welt.
Prinz al-Walid ibn Talal verkündete am 2. August 2011, ein milliardenschwerer Vertrag zum Bau des mehr als 1000 Meter hohen Jeddah Tower (ehemals Kingdom Tower) in der Nähe von Dschidda sei mit der Bin-Laden-Gruppe unterzeichnet worden. Die Summe des Vertrags beläuft sich auf über 1,2 Milliarden US-Dollar. Der Jeddah Tower soll mit 1007 Metern Höhe das höchste Gebäude der Welt werden und damit den 828 Meter hohen Burj Khalifa in Dubai um 179 Meter überragen. Die Fundamentarbeiten für das Bauwerk begannen 2013, der Weiterbau wurde jedoch im Jahr 2018 bei einer bisher erreichten Höhe von 256 m eingestellt; die geplante Wiederaufnahme im Jahr 2020 fand nicht statt.
Seit 2014 steht in der Stadt ein 171 Meter hoher Fahnenmast, der bis 2021 der höchste freistehende Fahnenmast der Welt war.
Der Bahnhof an der Haramain-Bahnstrecke Medina–Mekka wurde von Norman Fosters Büro entworfen.
Der temporäre Jeddah Corniche Circuit dient seit 2021 als Austragungsort des Großen Preises von Saudi-Arabien.

## Sport
- Al-Ittihad
- Al-Ahli
- Jeddah Club

## Wirtschaft

### Hafen
Im Jahr 2021 war der 1976 mit 10 Liegeplätzen für Schiffe gegründete Jeddah Islamic Port von Dschidda unter den 40 größten Häfen der Welt. Mit 62 Liegeplätzen ist er zudem der größte Hafen in Saudi-Arabien und der zweitgrößte in der Arabischen Welt. Das größte Terminal, das Red Sea Gateway Terminal, hat seit der letzten Erweiterung bis Februar 2024 eine Fläche von 1,5 Millionen Quadratmetern und kann jährlich 6,2 Millionen Container umschlagen. Der Hafen ist ein wichtiger Knotenpunkt für den Schiffsverkehr im Roten Meer und Teil des chinesischen Infrastrukturprojekts Maritime Silk Road.

### Unternehmen
Entsprechend der großen Einwohnerzahl Dschiddas haben auch mehrere Unternehmen von nationaler und internationaler Bedeutung, darunter auch mehrere Fluggesellschaften, ihren Sitz in der Stadt. Zu diesen zählen:
- Saudi Arabian Airlines
- Mid East Jet
- National Air Services
- National Commercial Bank
- Saudi Binladin
- E. A. Juffali and Brothers
- Cristal Global

Die überstaatliche Islamische Entwicklungsbank, die nicht als gewinnorientiertes Unternehmen betrieben wird, operiert ebenfalls aus Dschidda heraus.

## Städtepartnerschaften
- Almaty, Kasachstan
- Amman, Jordanien
- Baku, Aserbaidschan
- Alexandria, Ägypten
- Kairo, Ägypten
- Dubai, Vereinigte Arabische Emirate
- Jakarta, Indonesien
- Istanbul, Türkei
- Adana, Türkei
- Taipei, Republik China (Taiwan)
- Johor Bahru, Malaysia
- Kasan, Russland
- Karatschi, Pakistan
- Mary, Turkmenistan
- Odessa, Ukraine
- Osch, Kirgisistan
- Plowdiw, Bulgarien
- Casablanca, Marokko
- Tunis, Tunesien
- Rio de Janeiro, Brasilien
- Shimonoseki, Japan
- St. Petersburg, Russland
- Straßburg, Frankreich
- Xi’an, Volksrepublik China

## Klimatabelle
|                        | Jan  | Feb  | Mär | Apr  | Mai | Jun | Jul | Aug | Sep  | Okt  | Nov  | Dez  |   |      |
| Mittl. Temperatur (°C) | 23,5 | 23,5 | 25  | 27,5 | 30  | 31  | 32  | 32  | 31,5 | 29,5 | 27,5 | 24,5 | ⌀ | 28,1 |
| Mittl. Tagesmax. (°C)  | 30   | 30   | 32  | 35   | 37  | 38  | 39  | 38  | 38   | 36   | 34   | 31   | ⌀ | 34,9 |
| Mittl. Tagesmin. (°C)  | 17   | 17   | 18  | 20   | 23  | 24  | 25  | 26  | 25   | 23   | 21   | 18   | ⌀ | 21,4 |
|                        |      |      |     |      |     |     |     |     |      |      |      |      |   |      |
| Niederschlag (mm)      | 10   | 1    | 2   | 5    | 1   | 0   | 0   | 0   | 0    | 0    | 18   | 16   | Σ | 53   |
|                        |      |      |     |      |     |     |     |     |      |      |      |      |   |      |
| Sonnenstunden (h/d)    | 7    | 8    | 9   | 10   | 11  | 11  | 10  | 10  | 10   | 10   | 8    | 7    | ⌀ | 9,3  |
|                        |      |      |     |      |     |     |     |     |      |      |      |      |   |      |
| Regentage (d)          | 2    | 0    | 1   | 1    | 0   | 0   | 0   | 0   | 0    | 0    | 1    | 1    | Σ | 6    |
|                        |      |      |     |      |     |     |     |     |      |      |      |      |   |      |
| Wassertemperatur (°C)  | 26   | 25   | 25  | 26   | 28  | 29  | 31  | 31  | 31   | 30   | 29   | 27   | ⌀ | 28,2 |

| 17 |

| 17 |

| 18 |

| 20 |

| 23 |

| 24 |

| 25 |

| 26 |

| 25 |

| 23 |

| 21 |

| 18 |

| 17 |

| 17 |

| 18 |

| 20 |

| 23 |

| 24 |

| 25 |

| 26 |

| 25 |

| 23 |

| 21 |

| 18 |

## Bezirke
In Dschidda gibt es 137 Bezirke.
| - Al-Murjan (The Coral) - Al-Basateen (The Orchards) - Al-Mohamadiya (Of Mohammed) - Ash-Shati (The Beach) - An-Nahda (The Renaissance) - An-Naeem (The Bliss) - An-Nuzha (The Excursion) - Az-Zahraa (from Fatima Az-Zahraa) - As-Salamah (The Safety) - Al-Bawadi - Ar-Rabwa (The Hill) - Al-Safa - Al-Khalidiya (Of Khalid) - Ar-Rawdha (The Medow) - Al-Faysaliya (Of Faisal) - Al-Andalus (Andalucia) - Al-Aziziya (Of Aziz "Abdulaziz") - Ar-Rihab (The Vast Expanse) - Al-Hamraa (The Red or Alhambra) - Mosharafa - Ar-Ruwais - Ash-Sharafiya (Of The Shareef) - Bani Malik - Al-Woroud (The Flowers) - An-Naseem (The Breeze) - Al-Baghdadiya Ash-Sharqiya (Of East Baghdad) - Al-Amariya (Of Ammar) - Al-Hindawiya - As-Saheifa - Al-Kandra - As-Sulaimaniya (Of Sulaiman/Solomon) - Al-Thaalba (The Foxes) - As-Sabeel (The Path) - Al-Qurayat - Gholail - An-Nozla Al-Yamaniya - Al-Nozla Ash-Sharqiya - Al-Taghr (The Stoma) - Al-Jamaa (The University; due to its proximity to King Abdulaziz University) - Madayin Al-Fahad (The Cities of Fahad) - Ar-Rawabi - Al-Wazeeriya (The Ministerial) - Petromin - Al-Mahjar (The Stone Pit) - Prince Abdel Majeed - Obhur Al-Janobiya (South of the Obhur Bay) - Al-Marwa | - Al-Marwa - AL-Fayhaa - King Abdul Al-Aziz University - Al-Baghdadiya Al-Gharbiya (Of West Baghdad) - Al-Balad (The City) - Al-Ajwad - Al-Manar - As-Samer - Abruq Ar-Roghama - Madinat As-Sultan - Um Hablain - Al-Hamdaniya - Al-Salhiya - Mokhatat Al-Aziziya - Mokhatat Shamal Al-Matar - Mokhatat Ar-Riyadh - Mokhatat Al-Huda - Braiman - Al-Salam - Al-Mostawdaat - Al-Montazahat - Kilo 14 - Al-Harazat - Um As-Salam - Mokhtar Zahrat Ash-Shamal - Al-Majid - Gowieza - Al-Gozain - Al-Kuwait - Al-Mahrogat - Al-Masfa - Al-Matar Al-Gadeem (old airport) - Al-Bokhariya - An-Nour - Bab Shareif - Bab Makkah - Bahra - Al-Amir Fawaz - Wadi Fatma - Obhur Shamaliya - At-Tarhil (deportation) - Al-Iskan Al-janoubi - At-Tawfeeq - Al-Goaid - Al-Jawhara - Al-Jamoum - Al-Khumra - Ad-Difaa Al-Jawi (Air Defense) | - Ad-Dageeg - Ar-Robou - Ar-Rabie - Ar-Rehaily - As-Salmiya - As-Sanabil - As-Sinaiya (Bawadi) - Industrial City (Mahjar) - Al-Adl - Al-Olayia - Al-Faihaa - Al-Karanteena - Al-Ajaweed - Al-Ahmadiya - Al-Mosadiya - East Al-Khat As-Sarei - Kilo 10 - King Faisal Navy Base - Kilo 7 - Kilo 45 - King Faisal Guard City - Kilo 11 - Thowal - Kilo 13 - Al-Makarona - Al-Layth - Al-Gonfoda - Rabegh - Kilo 8 - Kilo 5 - Kilo 2 - Al-Mokhwa - National Guard Residence - As-Showag - Air Defense Residence - Al-Morsalat - Ash-Shoola - Al-Corniche - Al-Waha - Mokhatat Al-Haramain - Kholais - Al-Rhmanya - Wadi al batin - AL MADINAH - JUDAYYIADAT ARAR - AS SALWA - al huda |

## Galerie

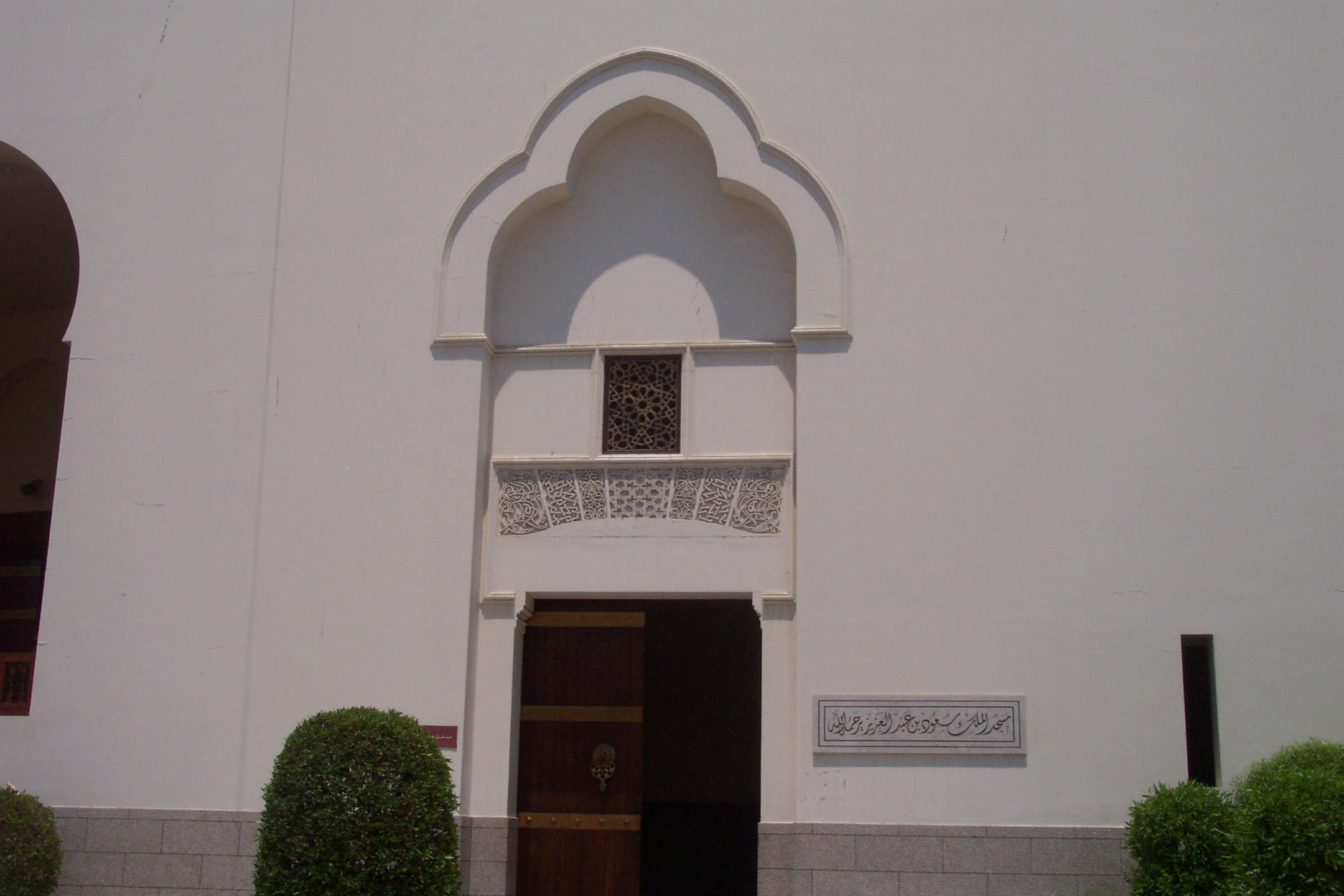
König-Saud-Moschee
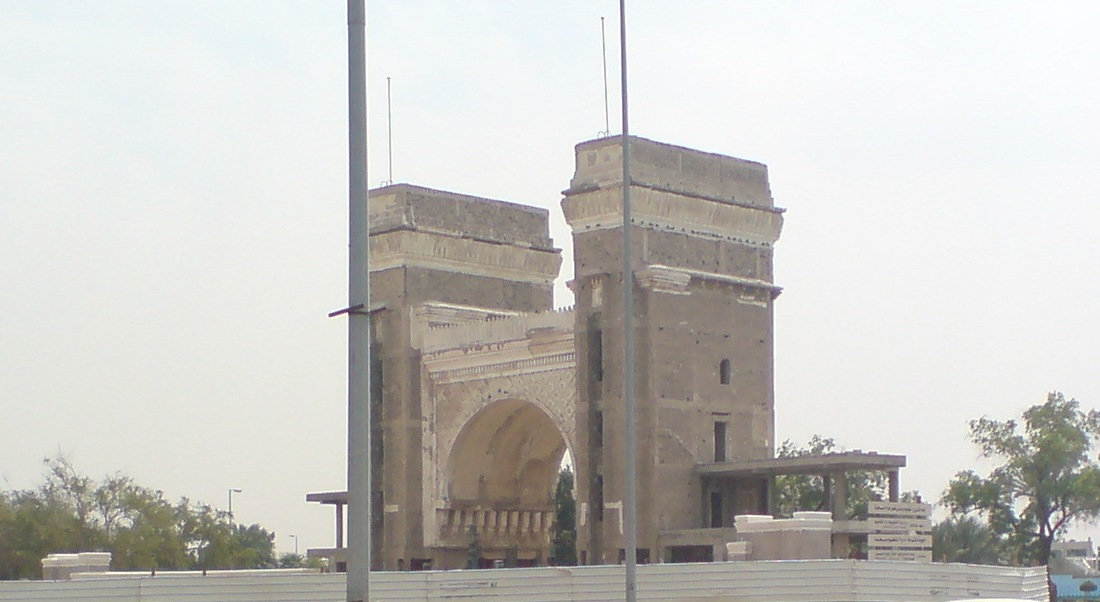
Eines der Tore von Dschidda
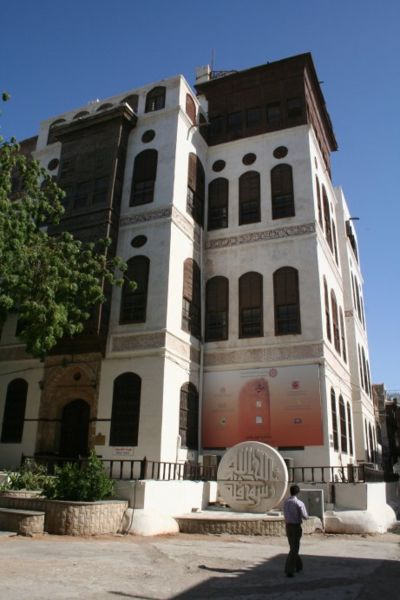
Nassif-Haus
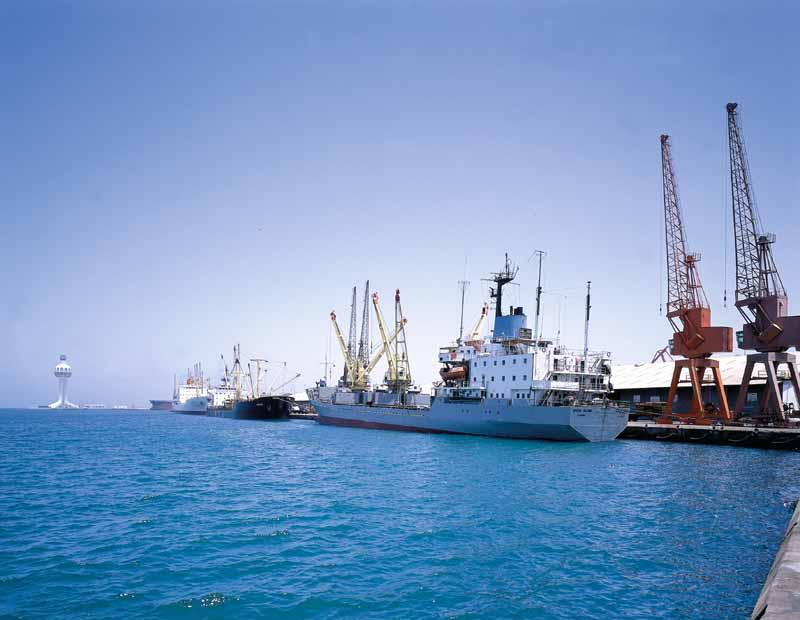
Seehafen

## Söhne und Töchter der Stadt
- Abbas I. (1813–1854), Vizekönig von Ägypten
- Faisal Al-Hegelan (1929–2019), Politiker und Diplomat
- Saleh Abdullah Kamel (1941–2020), Unternehmer
- Ossama bin Abdul Majed Shobokshi (1943–2023), Arzt, Politiker und Diplomat
- Osamah Ahmed Al Sanosi Ahmad (* 1944), Diplomat
- Chalid bin Mahfuz (1949–2009), Vermögensverwalter
- Waleed Taher Radwan (* 1954), Diplomat
- Nasser bin Ahmed Al-Bireik (* 1955), Diplomat
- Madschid Mohammed Abdullah (* 1959), Fußballspieler
- Mohamed Bin Issa Al Jaber (* 1959), saudisch-österreichischer Unternehmer
- Mohammed ibn Naif (* 1959), Innenminister von Saudi-Arabien
- Youssef Anbar (* 1961), Fußballtrainer
- Mohammad al-Jawad (* 1962), Fußballspieler
- Ahmed Madani (* 1970), Fußballspieler
- Mohammed al-Khilaiwi (1971–2013), Fußballspieler
- Khaled al-Muwallid (* 1971), Fußballspieler
- Habib Ali al-Dschifri (* 1971), Gründer und Leiter der Tabah Foundation
- Abdullah Zubromawi (* 1973), Fußballspieler
- Walid Jahdali (* 1982), Fußballspieler
- Yasser al-Mosailem (* 1984), Fußballspieler
- Osama al-Muwallad (* 1984), Fußballspieler
- Mazin (* 1985), Fußballspieler
- Mohammed bin Salman (* 1985), Kronprinz, Verteidigungsminister und stellvertretender Premierminister Saudi-Arabiens
- Mashael Al Jaber (* 1986), Managerin
- Raha Moharrak (* 1986), Alpinistin
- Mohammed Shaween (* 1986), Leichtathlet
- Mansoor al-Harbi (* 1987), Fußballspieler
- Rayyanah Barnawi (* 1988), Medizintechnikerin und Raumfahrerin
- Naif Hazazi (* 1988), Fußballspieler
- Loujain al-Hathloul (* 1989), Frauenrechtlerin
- Ismail al-Sabiani (* 1989), Sprinter
- Rafael Czichos (* 1990), deutscher Fußballspieler
- Ibrahim Nash'at (* 1990), Dokumentarfilmer und Journalist
- Abdulaziz Ladan Mohammed (* 1991), Mittelstreckenläufer
- Saeed al-Mowalad (* 1991), Fußballspieler
- Hattan Bahebri (* 1992), Fußballspieler
- Motaz Hawsawi (* 1992), Fußballspieler
- Saleh al-Shehri (* 1993), Fußballspieler
- Hamdan al-Shamrani (* 1996), Fußballspieler
- Mazen al-Yassin (* 1996), Sprinter
- Mukhtar Ali (* 1997), saudi-arabisch-englischer Fußballspieler
- Abdullah Hassoun (* 1997), Fußballspieler
- Abdulrahman Ghareeb (* 1997), Fußballspieler
- Abdulbasit Hindi (* 1997), Fußballspieler
- Saud Abdulhamid (* 1999), Fußballspieler